# Манокотак (аэропорт)
Аэропорт Манокотак (англ. Manokotak Airport), (ИАТА: KMO, ИКАО: PAMB, FAA LID: MBA, formerly 17Z) — государственный гражданский аэропорт, расположенный в двух километрах к северу от центрального делового района города Манокотак (Аляска), США.

## Операционная деятельность
Аэропорт Манокотак расположен на высоте 16 метров над уровнем моря и эксплуатирует одну взлётно-посадочную полосу:
- 1/19 размерами 829 x 18 метров с гравийным покрытием.

За период с 31 декабря 2001 года по 31 декабря 2002 года Аэропорт Манокотак обработал 1 200 операций взлётов и посадок самолётов (в среднем по 100 операций в месяц), из них 83 % рейсов пришлись на аэротакси и 17 % — на авиацию общего назначения.